# Grand Prix d'été de saut à ski 2007
Le Grand Prix d'été de saut à ski 2007 est la 14e édition du Grand Prix d'été de saut à ski organisé par la FIS, il fut remporté par l'autrichien Thomas Morgenstern.
L'édition 2007 du Grand Prix d'été de saut à ski se déroule du 11 août 2007 au 6 octobre 2007 sur onze épreuves organisées dans huit villes et six pays.

## Classement général
| Place | Nom                   | Pays      | Points |
| ----- | --------------------- | --------- | ------ |
| 1     | Thomas Morgenstern    | Autriche  | 569    |
| 2     | Adam Malysz           | Pologne   | 460    |
| 3     | Gregor Schlierenzauer | Autriche  | 417    |
| 4     | Andreas Kuettel       | Suisse    | 362    |
| 5     | Jernej Damjan         | Slovénie  | 303    |
| 6     | Wolfgang Loitzl       | Autriche  | 299    |
| 7     | Shohhei Tochimoto     | Japon     | 273    |
| 8     | Simon Ammann          | Suisse    | 271    |
| 9     | Andreas Kofler        | Autriche  | 230    |
| 10    | Georg Spaeth          | Allemagne | 199    |

## Calendrier
| Date             | Lieu         | Vainqueur                                                                        | Deuxième                                                      | Troisième                                                     |
| 11 août 2007     | Hinterzarten | Autriche Wolfgang Loitzl Thomas Morgenstern Andreas Kofler Gregor Schlierenzauer | Finlande Janne Happonen Harri Olli Kalle Keituri Janne Ahonen | Tchéquie Antonin Hajek Roman Koudelka Martin Cikl Jakub Janda |
| 12 août 2007     | Hinterzarten | Thomas Morgenstern                                                               | Adam Malysz                                                   | Gregor Schlierenzauer                                         |
| 14 août 2007     | Courchevel   | Bjoern Einar Romoeren                                                            | Adam Malysz                                                   | Georg Spaeth                                                  |
| 16 août 2007     | Pragelato    | Gregor Schlierenzauer                                                            | Thomas Morgenstern                                            | Adam Malysz                                                   |
| 18 août 2007     | Einsiedeln   | Thomas Morgenstern                                                               | Adam Malysz                                                   | Jernej Damjan                                                 |
| 24 août 2007     | Zakopane     | Thomas Morgenstern                                                               | Wolfgang Loitzl                                               | Adam Malysz                                                   |
| 25 août 2007     | Zakopane     | Adam Malysz                                                                      | Thomas Morgenstern                                            | Wolfgang Loitzl                                               |
| 8 septembre 2007 | Hakuba       | Andreas Kuettel                                                                  | Shohhei Tochimoto                                             | Noriaki Kasai                                                 |
| 9 septembre 2007 | Hakuba       | Shohhei Tochimoto                                                                | Andreas Kuettel                                               | Noriaki Kasai                                                 |
| 3 octobre 2007   | Oberhof      | Kamil Stoch                                                                      | Jernej Damjan                                                 | Thomas Morgenstern                                            |
| 6 octobre 2007   | Klingenthal  | Gregor Schlierenzauer                                                            | Pavel Karelin                                                 | Anders Jacobsen                                               |

## Sources
- (en) Résultats complets du Grand Prix d'été de saut à ski 2007, sur fis-ski.com.